# Francisca del Espíritu Santo Fuentes
Francisca de Fuentes (Manila, 1647 - Intramuros, 24 de agosto de 1711) fue una religiosa católica filipina, priora del primero beaterio dominico de Filipinas, que dio origen a la Congregación de las Dominicas de Santa Catalina de Siena de Filipinas. Fue proclamada Venerable el 5 de julio de 2019.

## Biografía
Francisca de Fuentes nació en 1647, en Manila (Filipinas), siendo hija del español Simón de Fuentes y de la mestiza Ana María del Castillo. Fue entregada en matrimonio, pero su esposo murió poco después. Desde entonces se dedicó a una vida de oración y de obras de caridad. Al parecer fue objeto de varios eventos místicos, entre los que cuenta ella misma, una visión de los santos Domingo de Guzmán y Francisco de Asís. En 1682 se hizo terciaria dominica, eligiendo el nombre de Francisca del Espíritu Santo.
Junto a otras compañeras, entre las que se encontraba su hermana de sangre, en 1686, Francisca decidió fundar un beaterio para llevar vida en común, estableciendo. Pero no fue sino hasta el 26 de julio de 1696 cuando se dio inicio formalmente al beaterio de Santa Catalina en Intramuros, gracias a la colaboración de su director espiritual, el fraile dominico Juan de Santo Domingo. La religiosa murió el 24 de agosto de 1711. Del beaterio de Santa Catalina se formaría más adelante la Congregación de las Dominicas de Santa Catalina de Siena, quienes tienen tanto a Francisca como a Juan de Santo Domingo como a sus fundadores.

## Culto
El 8 de julio de 2003 se introdujo el proceso diocesano para la causa de beatificación y canonización de Francisca del Espíritu Santo, con el nihil obstat del cardenal Jaime Sin, arzobispo de Manila. El 6 de diciembre de 2003 se concluyó la fase diocesana y el proceso pasó a manos del Dicasterio de las Causas de los Santos en la Santa Sede. El 5 de julio de 2019 Francisca del Espíritu Santo fue proclamada Venerable. Falta el reconocimiento oficial de un milagro para su beatificación.